# 高氏敦
高氏 敦（たかうじ あつし、1976年8月4日 - ）は、日本放送協会 (NHK) の職員で、元同局のアナウンサー。

## 来歴
北海道札幌西高等学校、高崎経済大学経済学部卒業。
大学を卒業後、1999年にNHKに入局。アナウンサーになり、1999年から2003年までNHK秋田放送局に、2003年から2008年までNHK鳥取放送局に勤務した。
後にNHKラジオセンターへ異動・転勤し、ディレクター業務に就く。アナウンス業務から離れた後も、ラジオ番組にリポーターで出演することがある。

## 担当番組

### NHK秋田放送局
- GOGO秋田 - 隔週木曜パーソナリティ[4]
- ゆうYOUあきた - 中継コーナー「拝見！自慢こだわり」リポーター[4]
- らじおっこ秋田 - 隔週木曜パーソナリティ[5]
- ニュースパークあきた - キャスター[6]
- てれびこまち - 司会[7]

### NHK鳥取放送局
- NHKニュースおはよう鳥取[8]（2003年7月 - ）
- とっとりまるごと610 - リポーター[8]
- まるごとワイドとっとり[9] - キャスター（2004年3月29日 - 2007年3月30日）
- ふるさと発[3]